# Český (příjmení)
Český je méně časté české příjmení. Mužskou variantu příjmení k 4. listopadu 2013 neslo 124 lidí, ženskou 162. Příjmení je tak cca 6700. v pořadí. Nejvíce se (k lednu 2013) vyskytovalo ve Středočeském kraji (45+44), Jihočeském kraji (33+40) a v Praze (20+37). Častějším příjmením je podobné příjmení Čech/Čechová.